# 苏利文原则
苏利文原则是一個於1977年初步制定的企業行為規範原則，由非裔牧師里昂·蘇利文為了促進企業的社會責任所制定，有兩個版本：
- 原版蘇利文原則，制定於1977年。[2]
- 全球蘇利文原則，制定於1999年。[3]

## 原版蘇利文原則
1977年，非裔美國人牧師里昂·蘇利文曾是通用汽車公司的董事會成員，當時，通用汽車是美國最大的企業之一，也正好是南非黑人族群的最大雇主。南非當時正在推行苛刻的种族隔离和歧視政策，對象主要是針對國內的黑人原住民。

身為通用汽車董事會成員的蘇利文回顧他對於反種族隔離的努力，回憶說：
“從我的工作地點起，我一點點的釘牢問題，一步步的提昇標準。到了最後，我說：企業必須進行針對法律的公民抗命行動；我威脅南非說他們要在兩年之內釋放曼德拉，結束種族隔離，以及讓黑人得到投票權，否則，我會讓所有的美國公司從南非撤資。”

### 內容
蘇利文原則在1977年時初步制定，另外在1984年的時候增加了一條規則。蘇利文原則包含七項規則，這些規則是針對員工的需求制定，作為開展業務的必要條件。一般來說，原則要求平等對待員工，無論他們是否處在工作場所中。這些規則直接牴觸種族隔離和權利不平等的南非官方政策。

原則內容：
| 蘇利文原則 1. 不在食物供給、環境舒適度及工作設施上隔離種族。 2. 提供所有員工平等與公正的就業機會。 3. 對於相同時段做相同或類似的工作性質的所有員工，皆給予同等報酬。 4. 對於做記錄、行政、管理以及技術工作的黑人及其他有色人種員工給予充分的訓練。 5. 增加管理和監督職位的黑人和其他有色人種的數量。 6. 除了黑人與其他有色人種的工作環境以外，也應改善生活等方面的居住、交通、學校、娛樂以及衛生設施的品質。 7. 努力消除阻礙社會發展、經濟發展與政治正義的法規或習慣。（1984年增訂） |

### 成敗參半
起初蘇利文原則在美國引進時並曾受到熱烈歡迎、運用廣泛，特別是在20世紀80年代的撤資運動。在南非種族隔離時代結束前，蘇利文原則被曾在南非營運的超過125間美國公司採納。在這些正式採納原則的公司中，至少有100間完全退出了他們在南非的業務。
然而，隨著南非在20世紀70年代起到80年代後期對於種族隔離制度的堅持基本持平，「蘇利文拋棄了（他的原則）並認為這份原則還不夠強烈」，抱怨原則還不足以迫使南非政府順從改變的潮流而仍固守原本的立場。

## 全球蘇利文原則
在1999年，採用蘇利文原則及六年的種族隔離結束的20餘年後，里昂·蘇利文與聯合國秘書長科菲·安南一起公布了新的「全球蘇利文原則」。
這些原則的總體目標，據里昂·蘇利文所說，是「使公司在經營時，同時帶動經濟發展、社會發展與政治正義」，其中包括尊重所有人民的人權和平等的工作機會。

### 內容
一般來說，擴大企業守則規定運用於跨國公司，將會充份參與人權和社會正義在國際上的地位。

新原則內容：
| 全球蘇利文原則 宣告： 作為一家公司，它贊同全球蘇利文原則，我們將尊重法律，並作為社會中負責任的成員，我們將誠信的運用這些原則，其誠信與企業的合法作用是一致的。我們將制定和實施公司政策，程序，培訓及內部報告結構以確保對於我們整個企業的這些原則的承諾。我們相信，這些原則的應用將取得人民之間的寬容和理解，並促進和平文化。 於是，我們將會： 1. 維護全球人權（特別是員工）、社區、團體、商業夥伴。 2. 員工均有平等機會，不分膚色、種族、性別、年齡、族群及宗教信仰；不可剝削兒童、生理懲罰、凌虐女性、強迫性勞役及其他形式的虐待事項。 3. 尊重員工結社的意願。 4. 除了基本需求，更提升員工的技術及能力，提高他們的社會及經濟地位。 5. 建立安全且健康的職場，維護人體健康及環境保護，提倡永續發展。 6. 提倡公平交易如尊重智慧財產權、杜絕賄金。 7. 參與政府及社區活動以提升這些社區的生活品質，如透過教育、文化、經濟及社會活動，並給予社會不幸人士訓練及工作機會。 8. 將原則完全融合到企業各種營運層面。 我們將以透明的方式執行這些原則，並提供資訊，公開表明我們對他們的承諾。 |